# Edwardsiana corylicola
Edwardsiana corylicola är en insektsart som beskrevs av Vilbaste 1968. Edwardsiana corylicola ingår i släktet Edwardsiana och familjen dvärgstritar. Inga underarter finns listade i Catalogue of Life.